# Млин мокрого самоподрібнення ММС-90-30А

Рис. Млин ММС-90-30А: 1 — завантажувальний пристрій; 2 — корінний підшипник з боку завантаження; 3 — цапфа завантажувальна; 4 — кришка торцева завантажувальна; 5 — циліндрична частина барабана; 6 — кришка торцева розвантажувальна; 7 — цапфа розвантажувальна; 8 — корінний підшипник з боку розвантаження; 9 — вінець зубчастий; 10 — бутара; 11 — електродвигун; 12 — візок відкатний.

Млин ММС-90-30А призначений для мокрого самоподрібнення руд чорних і кольорових металів, а також інших матеріалів, при якому в якості помельних тіл використовуються великі шматки того ж матеріалу (рис.1).

## Загальний опис
Робота млина здійснюється при безперервній подачі в порожнину барабана, що обертається шматків руди різних розмірів і води. Матеріал, що надійшов у барабан, захоплюється ліфтерами і піднімається вгору до тих пір, поки радіальна складова сили тяжіння не перевищить відцентрову силу, після чого шматки послідовно скочуються вниз. Таким чином, встановлюється постійне перемішування матеріалу, під час якого відбувається його подрібнення шляхом розколювання, роздавлювання і стирання.
Подрібнений матеріал, крупність якого стає менше щілини завантажувальної решітки, разом з водою проходить через щілини і вивантажується з млина спеціальними підйомниками підрешітної футеровки. Перший дослідно-промисловий зразок млина самоподрібнення діаметром 9 м (МБ-90-30) був виготовлений у 1969 р.
Млин має такі складові частини: барабан, підшипник опорний, підшипник опорно-упорний, завантажувальний пристрій, приводна шестерня, муфта МЗП19, стопорний пристрій, пристосування для підйому барабана, пристосування для повороту завантажувального пристрою, система мастила млина, система мастила електродвигуна, гідропривод стопорного пристрою, розводка трубопроводів на млині, електрообладнання.
Технічна характеристика млина ММС-90-30А

Технічна характеристика млина ММС-90-30А.

Продуктивність млина визначається при експлуатації і залежить від крупності вихідного живлення та кінцевого продукту, фізичних властивостей руди, густини пульпи та інших факторів.

## Основні елементи млина

### Барабан
Корпус барабана зварний, розділений поперечними діаметральними площинами на чотири симетричні частини, що спершу з'єднані між собою болтами і потім зварені при монтажі.
Цапфи (завантажувальна і розвантажувальна) являють собою монолітні сталеві виливки, кріпляться до корпусу барабана фланцевим болтовим з'єднанням. Болти спеціальної конструкції виготовляються з легованої сталі.
Втулка завантажувальної цапфи має спіралі, що сприяють приско-ренню живлення млина, а втулка розвантажувальної цапфи — спіралі, що сприяють розвантаженню пульпи. Вхідний кінець розвантажувальної втулки введений всередину барабана і являє собою приймальну частину з ребрами, розташованими в такому порядку, що разом з підґратною футеровкою, виконують також роль підйомників, спрямовують потік пульпи в розвантажувальну цапфу.
Внутрішні поверхні барабана мають змінне облицювання, що скла-дається з футеровок, ліфтерів і решіток (ґраток). Кріплення футеровок і ліфтерів здійснюється болтами з потайними головками. Для ущільнення отворів під болти застосовують кільця з технічної гуми, а також спеціальні шайби. Для запобігання абразивного зносу внутрішньої поверхні барабана і зменшення шуму під футерування укладається листова гума.
У розвантажувальну частину входять також решітки (ґрати), ліфтери і підґратові футерування-елеватори. Радіальні стики решіток мають похилі скоси для сполучення з ліфтерами, що забезпечують кріплення решіток і виконують роль відбивачів. Щілина в решітці клиноподібної форми.
Підґратове футерування (розвантажувальні елеватори) крім захисної ролі забезпечує вивантаження з млина подрібненого матеріалу безперервним потоком. Ці футерування мають ребра, які утворюють кишені, що перешкоджають поверненню пульпи в барабан.

### Корінні підшипники
Опорами обертового барабана служать два корінних підшипника (вальниці). Підшипник, розташований біля зубчастого вінця, сприймає не тільки радіальні, але і осьові навантаження, завдяки наявності упорних буртів на цапфі розвантажувальної частини. Інший підшипник сприймає тільки радіальні навантаження. Обидва підшипника містять сталеві знімні вкладиші, які мають бабітові заливку; вкладиші встановлюються в чавунні корпуси.
Сферична поверхня нижньої опорної частини корпусів підшипників дозволяє компенсувати неточності монтажу і рівномірно розподіляти навантаження на робочу поверхню підшипників. Змащується вона мастилом УС-1 за допомогою ручного шприца, для чого на сферичній поверхні опорних плит передбачені канали для підведення мастила.
У бабітовій заливці підшипників і в корпусах є кишені з отворами для підведення мастила під тиском від спеціальної насосної установки. В корпусах підшипників є канали для відводу відпрацьованого масла.
Вкладиші підшипників виконані з кутом охоплення 120º кріпляться до корпусів за допомогою клинів. Роз'єм кришок підшипників виконаний по осьовій лінії. Кришки кріпляться до корпусів підшипників через проміжні підставки. Для спостереження за надходженням масла на кришці підшипника встановлений ліхтар з підсвічуванням.
Контроль подачі мастила ведеться за допомогою приладів. Для контролю температури в корпусі кожного підшипника розміщені два термометра опору. Ущільнення підшипників повстяні. Для скидання масла цапфи мають маслоскидні гребінці.

### Завантажувальний пристрій
Подача руди в млин здійснюється через завантажувальний пристрій — патрубок зварної конструкції. Для забезпечення вільного доступу всередину млина застосовується пересувний завантажу¬вальний пристрій. Привод здійснюється від мотор-редуктора через черв'ячний редуктор, в якому передбачений ручний привод за допомогою спеціальної рукоятки.
Для запобігання від зносу патрубок всередині облицьований броньованими листами. Вихідна частина патрубка знімна.

### Привод
Призначений для обертання барабана з робочою частотою під навантаженням, а також для повільного повороту і гальмування барабана при виконанні ремонтних робіт. Ця операція здійснюється головним електродвигуном із застосуванням групового перетворювача частоти (може застосовуватися також спеціальний допоміжний привод). Привод млина складається з циліндричного косозубого вінця, змонтованого на фланці розвантажувальної цапфи; приводної шестерні, напресованої на вал і встановленої на роликових сферичних підшипниках; проміжного вала з муфтами, що з'єднують вал приводної шестерні з валом синхронного електродвигуна. Кінці вала приводної шестерні мають вихід на обидві сторони. З боку, протилежного електродвигуну, на вал насаджується зірочка стопорного пристрою. Зубчастий вінець, приводна шестерня, проміжний вал з муфтами, зірочка стопорного пристрою мають огородження.

### Стопорний пристрій
Застосовується для стопоріння барабана млина із завантаженням при проведенні ремонтних робіт. Складається з корпуса, двох гідравлічних циліндрів, двох важелів з тягами, зірочки, чотирьох кінцевих вимикачів та насосної установки.
Стопоріння здійснюється двома важелями, замикаючими вал приводної шестерні через уступи в зірочці, в такій послідовності: електродвигун головного привода вручну включається в режим гальмування; вручну включається електродвигун насоса; після підходу стопорних зубів з радіальним зазором 3-5 мм до западини зірочки (обидва поршня в цей час знаходяться в циліндрах в крайніх положеннях) головний електродвигун і електродвигун насоса автоматично відключаються.
Зняття стопора здійснюється після закінчення ремонтних або монтаж¬них робіт таким чином: електродвигун головного привода вручну вклю¬ча¬ється в режим гальмування; вручну включається електродвигун насоса; сто¬порні зуби відходять від зірочки у вихідні положення; для роботи на повіль¬них або робочих частотах обертання включається головний електродвигун.

### Пристосування для підйому барабана
Служить для підйому барабана млина з рудним завантаженням при виконанні ремонтних робіт (заміні корпусів або вкладишів підшипників). Складається з двох опор звареної конструкції, чотирьох гідравлічних домкратів вантажопідйомністю по 300 т кожен і насосної установки.
При підйомі одночасно повинні працювати тільки два домкрата: спочатку два домкрата, розташовані з боку розвантаження; після підйому бара¬бана на 5-7 мм поршні домкратів фіксуються стопорними гайками; потім пра¬цюють домкрати, розташовані з боку завантаження; після підйому барабана на 5-7 мм поршні домкратів також фіксуються стопорними гайками: далі знову працює перша пара домкратів до досягнення необхідної висоти підйому барабана. Черговість роботи домкратів керується вентилями насосної установки. Найбільша висота підйому барабана 30 мм.
Пристосування для повороту завантажувального пристрою. Призначене для повороту на 90° завантажувального пристрою, висунутого з завантажувальної втулки млина. Складається з поворотного круга, який обертається на підшипниках навколо центральної осі. На поворотний круг встанов¬люються рейки для пересування завантажувального пристрою. Спирається поворотний круг на ролики, рівномірно розташовані по колу. Поворот завантажувального пристрою здійснюється вручну. Після повороту поворотний круг закріплюється планками, завантажувальний пристрій по рейках відкочується перпендикулярно до осі обертання млина, забезпечуючи вільний підхід у внутрішню порожнину барабана при проведенні ремонтних робіт.

### Система мастила
Для змащення млина застосовані два види змащення: рідке циркуляційне, яке забезпечує маслом корінні підшипники, підшипники приводної шестерні і підшипники електричних машин; густе автоматичне для змащення зубчастого зачеплення привода млина.
Змащення корінних підшипників млина і підшипників приводної шестерні — групове на три млини від станції рідкого мастила продуктивністю 300 л / хв. У систему змащення підшипників входять станція рідкого мастила, трубопровід з арматурою і контрольно-вимірювальною апаратурою.
Для кожного підшипника встановлені вентилі, якими регулюється кіль¬кість мастила, що подається, і реле течії мастила, що контролює наявність масла в трубопроводі. При зменшенні кількості масла реле подає імпульс на відключення електродвигуна млина. Для спостереження за подачею мастила до підшипників млина встановлені покажчики течії масла. Відпрацьоване масло зливається у відстійник по зливній магістралі самопливом з ухилом 1:40.
Для зниження втрат на тертя в підшипниках млина в момент пуску і зупинки передбачена система гідропідпору, яка забезпечує подачу масла під тиском у робочу зону підшипника. Система гідропідпору включається в роботу після пуску станції рідкого мастила.
Масло до кишень підшипників барабана подається радіально- поршневими насосами типу Н-451 продуктивністю 8 л / хв і тиском 30 МП а. Забір масла цими насосами проводиться з нагнітального трубопроводу станції рідкого мастила.
Пуск і зупинка млина повинні проводитися при працюючій системі гідроподпору.
Дозвіл на включення насоса системи гідроподпору дає реле течії. Пуск двигуна відбувається автоматично по досягненні необхідного тиску в кишенях підшипників. Гідропідпір здійснюється по досягненні барабаном млина розрахункового числа обертів. Інтервал часу, необхідний для цього встановлюється в процесі експлуатації.
Змащення підшипників електричних машин здійснюється від станції рідкого мастила продуктивністю 35 л/хв. В систему змащення входять станція рідкого мастила і трубопровід. Система густого автоматичного змащення забезпечує мастило зубчастого зачеплення привода млина від установки станції густого мастила 060-П-1-1. В систему змащення входять установка станції густого мастила, чотириходові розподільники РЧЕ-П, форсунки, які розпилюють мастило за допомогою повітря, мастилопровід і контрольно-вимірювальні прилади.
Станція працює на одну магістраль; отвір для іншої магістралі заглушується пробкою. Підвід густого змазування до форсунок здійснюється через чотириходові розподільники РЧЕ-П. При включенні двигуна станції густого мастила графітне мастило насосом нагнітається в трубопровід.
По досягненні тиску в системі приблизно 3-4 МПа електроконтактний манометр, встановлений на центральній магістралі, дає дозвіл на переміщення золотника розподільника РЧЕ-П. Величина тиску уточнюється при пусконалагоджувальних роботах.
Тривалість розпилення форсункою 20-30 с. Повторне включення в роботу — через 1,5-2,0 год. В процесі експлуатації цей час необхідно уточнити. Тиск повітря в мережі має бути не менше 0,5 МПа.

### Електрообладнання
Електричне обладнання млина ММС-90-30А забезпечує автоматизований пуск, контроль його роботи, зупинку та управління у процесі ремонтних робіт.
.Система електрообладнання складається з наступних основних вузлів: головного приводу; стопорного пристрою; станції рідкого мастила; станції густого мастила; завантажувального пристрою; установки для підйому барабана; контролю температури підшипників млина; гідропідпору підшипників млина; контролю температури масла станцій рідкого мастила. Детальний опис роботи електричних схем і технічні характеристики електрообладнання викладені у відповідних технічних описах. Крім того, в систему електрообладнання входить груповий перетворювач частоти, призначений для управління головним двигуном при ремонтах млина. Порядок монтажу, характерні несправності і технічне обслуговування млина ММС-90-30А аналогічні млину ММС-70-23.